# Liste der Flüsse in Niedersachsen

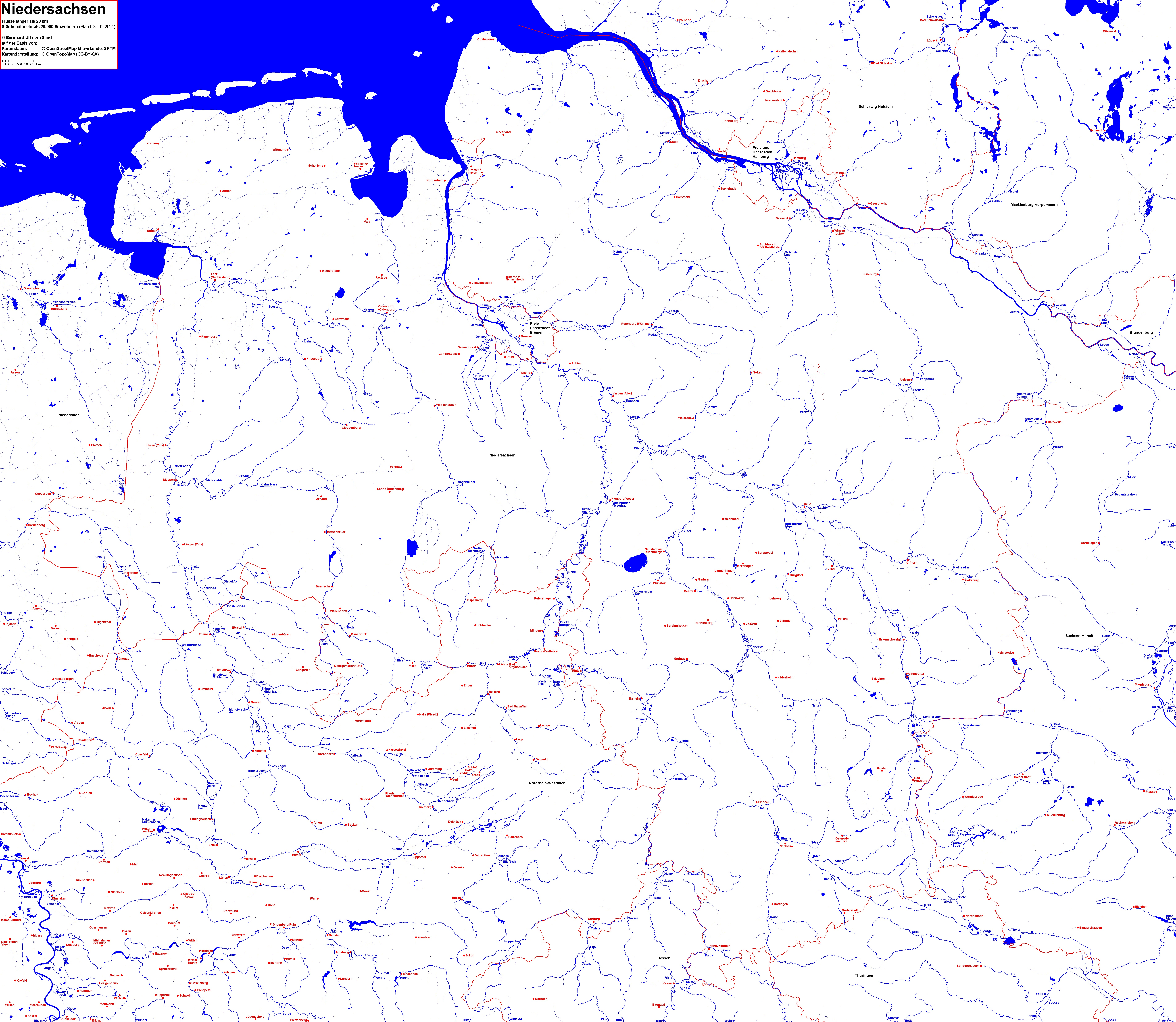
Flüsse in Niedersachsen mit mindestens 20 km Länge

Alle Flüsse in Niedersachsen fließen direkt oder indirekt in die Nordsee.
Um nicht nur eine Aufzählung, sondern eine möglichst realistische Darstellung der Gewässerhierarchie zu erreichen, ist diese mit Hilfe von Aufzählungszeichen und Einrückungen von der Mündung in Richtung Quelle aufgebaut. Die Zahl der Einrückungen entspricht jeweils der Hierarchiestufe.
Bei Zuflüssen kann es sich um einen orografisch linken (l) oder rechten (r) Nebenfluss des übergeordneten Gewässers handeln.

## Elbe
- Elbe (1094 km)
  - Medem (l)
    - Emmelke

  - Oste (l)
    - Mehe (l)
    - Bever (r)
    - Twiste (r)
    - Ramme (r)

  - Schwinge (l)
  - Lühe (l)
    - Aue

  - Este (l)
  - Seeve (l)
  - Ilmenau (l)
    - Luhe (l)
    - Neetze (r)
    - Gerdau
    - Stederau

  - Jeetzel (l)
  - Aland (l)
  - Ohre (l)
  - Saale (l) (Sachsen-Anhalt)
    - Bode (l)
    - Unstrut (l) (Thüringen)
      - Helme (l) (Thüringen)
        - Zorge (l)
          - Wieda (r)
            - Uffe (r)

## Weser
- Weser (452 km)
  - Geeste (r)
  - Abbehauser Sieltief (l)
  - Lune (r)
  - Schweiburg (linker Nebenarm der Weser)
    - Strohauser Sieltief (l)

  - Drepte (r)
  - Rechter Nebenarm der Weser
    - Aschwardener Flutgraben

  - Braker Sieltief (l)
  - Käseburger Sieltief (l)
  - Hunte (l)
    - Haaren (l)
    - Lethe (l)

  - Westergate (linker Nebenarm der Weser)
  - Schönebecker Aue (r)
  - Lesum (r)
    - Hamme
      - Scharmbecker Bach (r)
        - Wienbeck (r)

      - Beek (r)

    - Wümme
      - Wörpe (r)
      - Wieste (r)
      - Wiedau (l)
        - Rodau (l)
          - Vissel (l)

      - Veerse (l)
      - Fintau (l)

  - Ochtum (l)
    - Delme (l)
    - Varreler Bäke (l)
    - Hache (l)

  - Eiter (l)
  - Aller (r)
    - Gohbach (r)
    - Lehrde (r)
      - Vethbach (l)

    - Böhme (r)
      - Jordanbach (r)
      - Fulde (r)
      - Warnau (r)
      - Bomlitz (r)
      - Fischendorfer Bach (l)
      - Große Aue (l)
      - Soltau (r)

    - Leine (l)
      - Grindau (r)
      - Westaue (l)
        - Südaue (r)
          - Möseke (r)
            - Haferriede (l)
            - Kirchwehrener Landwehr (r)

        - Sachsenhäger Aue
        - Rodenberger Aue
          - Salzbach (l)
          - Waltershagener Bach (r)
          - Eimbeckhäuser Bach (r)

      - Fösse (l)
      - Ihme (l)
        - Mühlbach (l)
        - Hirtenbach (l)

      - Alte Leine (l)
      - Gestorfer Beeke (l)
      - Innerste (r)
        - Lamme (l)
        - Nette (l)

      - Haller (l)
      - Saale (l)
      - Aue (Leine) (r)
      - Ilme (l)
        - Dieße (r)

      - Rhume (r)
        - Söse (r)
        - Oder (r)
          - Sieber (r)

      - Garte (r)

    - Wietze (l)
    - Örtze (r)
      - Ilster (r)
      - Kleine Örtze (l)
      - Wietze (r)
      - Schmarbeck (l)
      - Sothrieth (l)
      - Brunau (r)
      - Weesener Bach (l)

    - Fuhse (l)
      - Erse (r)

    - Lachte (r)
      - Lutter (r)
        - Köttelbeck (l)
        - Schmalwasser (l)

      - Aschau (r)

    - Oker (l)
      - Schunter (r)
        - Wabe (l)
        - Lutter (l)

      - Altenau (r)
      - Warne (l)
      - Ilse (r)
      - Ecker (r)
      - Radau (r)
      - Hurlebach (r)
      - Abzucht (l)
        - Gose (l)

      - Kellwasser (r)

    - Ise (r)

  - Meerbach (r)
  - Große Aue (l)
    - Siede (l)
      - Eschbach (l)
      - Speckenbach (l)
      - Päpser Bach (l)

    - Allerbeeke (l)
    - Sule (l)
    - Kleine Aue (l)
      - Kuhbach (r)

    - Wickriede (r)
    - Großer Dieckfluss (l)

  - Bückeburger Aue (r)
  - Werre (l) (Nordrhein-Westfalen)
    - Else (l)
      - Warmenau (r)
      - Hase

  - Hamel (r)
  - Emmer (l)
  - Ilse (r)
  - Lenne (r)
  - Schwülme (r)
    - Ahle (r)

  - Fulda
  - Werra

## Ems
- Ems (371 km)
  - Knockster Tief (r)
  - Fehntjer Tief (r)
    - Fehntjer Tief (südlicher Arm)
    - Fehntjer Tief (nördlicher Arm)
      - Flumm (r)

  - Leda (r)
    - Jümme (r)
      - Barßeler Tief
        - Soeste (l)

    - Sagter Ems (l)

  - Nordradde (r)
  - Hase (r)
    - Düte(l)
    - Mittelradde (r)
    - Südradde (r)
    - Nette (r)
    - Wierau (r)
    - Belmer Bach (r)

  - Große Aa (r)

## Vechte
- Vechte (182 km, in das Zwarte Water, Niederlande)
  - Dinkel (l)
  - Coevorden-Vecht-Kanal (r) (Niederlande)
    - Coevorden-Piccardie-Kanal (l) (Niederlande)
      - Grenzaa (r)

## Harle
- Harle  (23,5 km)

## Jade
- Jade (22 km)
  - Wapel

## Maade
- Maade (10,5 km)
  - Heete (r)